# Castelo Cakemuir
O Castelo Cakemuir (em língua inglesa Cakemuir Castle) é um castelo localizado em Midlothian, Escócia.
O castelo foi protegido na categoria "B" do "listed building", em 22 de janeiro de 1971.